# Acta Mathematica Sinica
Acta Mathematica Sinica (serie en inglés) es una revista de matemáticas revisada por pares que publica trimestralmente Springer. Fundada en 1936 y dividida en una serie china y una serie en inglés en 1985, la revista publica artículos sobre todas las áreas de las matemáticas y permite presentaciones de investigadores de todas las nacionalidades. Es la revista oficial de la Sociedad Matemática China. 
La revista está indexada por Mathematical Reviews y Zentralblatt MATH. Su MCQ de 2009 fue de 0,42 y su factor de impacto de 2021 fue de 0,833. 

## Resumen e indexación
Esta revista está indexada por los siguientes servicios:
- Chinese Science Citation Database
- Mathematical Reviews
- Science Citation Index
- Scopus
- Zentralblatt Math
- Referativnyi Zhurnal (VINITI)

## Métricas de revista
2024
- Web of Science Group : 0.9
- Índice h de Google Scholar: 45 (2025)
- Scopus: 0.80